# Lefortowoer Tunnel

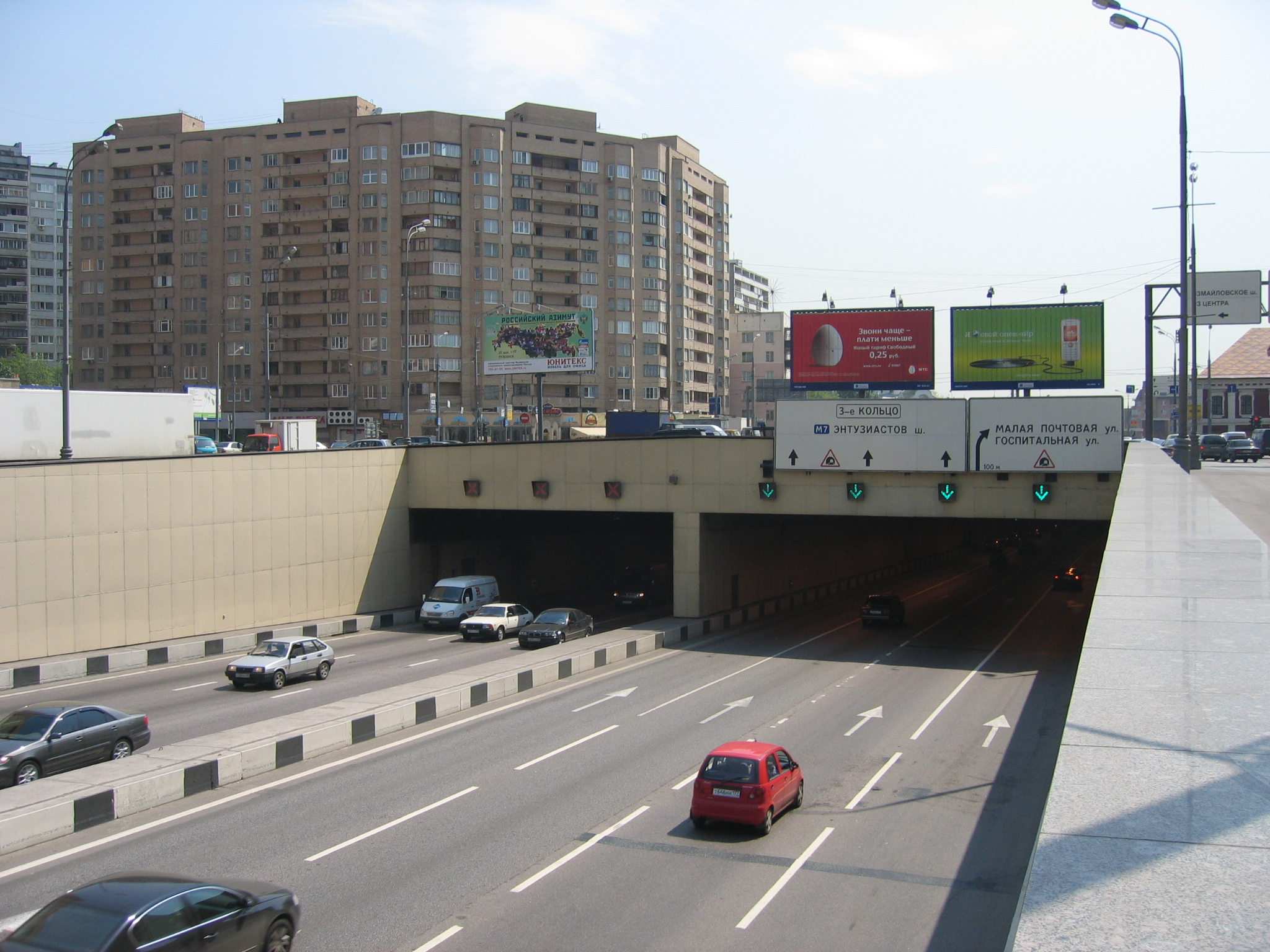
Nördliche Einfahrt in den Lefortowo-Tunnel

Der Lefortowoer Tunnel (russisch Лефортовский тоннель) ist ein im Jahre 2003 eröffnetes Tunnelbauwerk, welches Teil des Dritten Verkehrsrings Moskaus ist. Stand 2023 ist der Tunnel Europas fünftlängster Stadttunnel. Benannt wurde der Tunnel nach dem angrenzenden Stadtteil Lefortowo.
Der Lefortowoer Tunnel wurde ab 2001 unter anderem unter Zuhilfenahme deutscher Maschinen von Herrenknecht erbaut und ist seit 2003 für den Verkehr freigegeben. Er umfasst insgesamt zwei Tunnelröhren, welche aufgrund der geografischen Gegebenheiten aber nicht parallel verlaufen. Die westliche Fahrbahn umfasst vier Fahrspuren und führt teilweise oberirdisch entlang der Staatlichen Technischen Universität Moskau. Sie überquert den Fluss Jausa mittels der Novolefortovskiy-Brücke. Die östliche Fahrbahn führt mit drei Fahrspuren durchgängig unterirdisch unterhalb des Lefortowo-Parks und der Jausa durch, bis sie sich im Stadtteil Basmanny wieder mit der westlichen Richtungsfahrbahn vereinigt.
Der Tunnel der östlichen Richtungsfahrbahn, damit der eigentliche Lefortowoer Tunnel, ist rund 3000 Meter lang. Er ist damit Stand 2023 der fünftlängste innerstädtische Straßentunnel nach der M-30 in Madrid, dem Blanka-Tunnelkomplex in Prag, der Södra Länken in Stockholm sowie dem Dubliner Port Tunnel.
Aufgrund seiner relativ häufigen Verkehrsunfälle wurde der Tunnel in den Nullerjahren im Internet als „Tunnel of Death“ (russisch: Тоннель Смерти) bekannt. Dazu trug insbesondere auch ein Anfang November 2006 auf der Videoplattform YouTube veröffentlichtes Video mit diversen Aufnahmen der Überwachungskameras im Lefortowo-Tunnel bei. Es zeigt zahlreiche Schleuderunfälle, wobei als Ursache Glatteis durch im Winter in den Tunnel eindringendes Wasser des Flusses Jausa angenommen wurde.